# Puig de la Barraca (Vilaür)
El Puig de la Barraca és una muntanya de 124 metres que es troba al municipi de Vilaür, a la comarca catalana de l'Alt Empordà.